# Campionati Nazionali Universitari 2016
La LXX edizione dei Campionati Nazionali Universitari (CNU) si è svolta a Modena e Reggio Emilia dall'11 giugno al 19 giugno 2016.
Sono stati organizzati dal CUS Modena con il sostegno dell'Università degli Studi di Modena e Reggio Emilia. Il comitato organizzatore era presieduto dal CUS Modena e composto dall’Università degli Studi di Modena e Reggio Emilia e dai Comuni di Modena e Reggio Emilia. L'edizione è stata, inoltre, promossa dalla Fondazione dello Sport di Reggio Emilia, dalle Province di Modena e Reggio Emilia e dalla regione Emilia-Romagna.

## Discipline
10 sport individuali:
- Atletica leggera
- Golf
- Jūdō
- Karate
- Pugilato
- Scherma
- Taekwondo
- Tennis
- Tennistavolo
- Tiro a segno

6 sport a squadre:
- Calcio
- Calcio a 5 (maschile)
- Pallacanestro (maschile)
- Pallavolo (maschile)
- Pallavolo (femminile)
- Rugby a 7

2 sport ad criterium:
- Lotta greco-romana
- Tiro a volo

3 sport promozionali:
- Beach volley
- Calcio a 5 (femminile)
- Streetball

## Medagliere
| CUS                  | O  | A  | B  | Totale |
| -------------------- | -- | -- | -- | ------ |
| CUS Milano           | 13 | 18 | 14 | 45     |
| CUS Bologna          | 13 | 13 | 12 | 38     |
| CUS Torino           | 12 | 10 | 12 | 34     |
| CUS Foro Italico     | 8  | 8  | 4  | 20     |
| CUS Modena           | 8  | 5  | 4  | 17     |
| CUS Napoli           | 8  | 3  | 9  | 20     |
| CUS Roma             | 7  | 9  | 12 | 28     |
| CUS Genova           | 7  | 8  | 10 | 25     |
| CUS Foggia           | 5  | 2  | 5  | 12     |
| CUS Padova           | 4  | 7  | 7  | 18     |
| CUS Bari             | 4  | 5  | 6  | 15     |
| CUS Pisa             | 4  | 1  | 5  | 10     |
| CUS Caserta          | 4  | 0  | 3  | 7      |
| CUS Parma            | 3  | 5  | 7  | 15     |
| CUS Cosenza          | 3  | 2  | 9  | 14     |
| CUS Udine            | 3  | 2  | 4  | 9      |
| CUS Camerino         | 3  | 2  | 2  | 7      |
| CUS Firenze          | 3  | 1  | 6  | 10     |
| CUS Urbino           | 3  | 0  | 3  | 6      |
| CUS Uni Roma 3       | 3  | 0  | 2  | 5      |
| CUS Salerno          | 2  | 3  | 3  | 8      |
| CUS Siena            | 2  | 1  | 0  | 3      |
| CUS Venezia          | 2  | 0  | 4  | 3      |
| CUS Ancona           | 1  | 2  | 1  | 4      |
| CUS Brescia          | 1  | 1  | 5  | 7      |
| CUS Trieste          | 1  | 1  | 3  | 5      |
| CUS Sassari          | 1  | 1  | 2  | 4      |
| CUS Trento           | 1  | 1  | 2  | 4      |
| CUS Pavia            | 1  | 1  | 0  | 2      |
| CUS Uni San Raffaele | 1  | 1  | 0  | 2      |
| CUS Aquila           | 1  | 0  | 4  | 5      |
| CUS Chieti           | 1  | 0  | 3  | 4      |
| CUS Cassino          | 1  | 0  | 0  | 1      |
| CUS Unicusano        | 1  | 0  | 0  | 1      |
| CUS Insubria         | 0  | 4  | 2  | 6      |
| CUS Benevento        | 0  | 3  | 1  | 4      |
| CUS Tor Vergata      | 0  | 2  | 4  | 6      |
| CUS Cagliari         | 0  | 2  | 2  | 4      |
| CUS Bergamo          | 0  | 1  | 3  | 4      |
| CUS Potenza          | 0  | 1  | 3  | 4      |
| CUS Verona           | 0  | 1  | 1  | 5      |
| CUS Catanzaro        | 0  | 1  | 0  | 1      |
| CUS Ferrara          | 0  | 1  | 0  | 1      |
| CUS Messina          | 0  | 1  | 0  | 1      |
| CUS Perugia          | 0  | 0  | 6  | 6      |
| CUS Lecce            | 0  | 0  | 3  | 3      |
| CUS Macerata         | 0  | 0  | 1  | 1      |
| CUS Molise           | 0  | 0  | 1  | 1      |
| CUS Palermo          | 0  | 0  | 1  | 1      |